# Callús
Callús ist ein Ort und eine Gemeinde (municipi) mit 2.145 Einwohnern (Stand: 2024) in der Comarca Bages in der Provinz Barcelona in der Autonomen Region Katalonien. Zur Gemeinde gehören auch die Ortschaften Antius, Can Cavaller, Cellers de la Serra, El Cortès, Els Manxons und Viladelleva, von denen einige nur noch wenige Einwohner haben.

## Lage
Callús liegt in einer Höhe von etwa 260 Metern ü. d. M. auf dem Ostufer des Riu Llobregat in der Kulturlandschaft Pla de Bages. Die Städte Barcelona und Manresa liegen etwa 77 bzw. etwa acht Kilometer südöstlich. 

## Bevölkerungsentwicklung
| Jahr      | 1960  | 1970  | 1981  | 1990  | 2000  | 2011  |
| Einwohner | 1.644 | 1.623 | 1.521 | 1.491 | 1.329 | 1.918 |

Bereits in der zweiten Hälfte des 19. Jahrhunderts hatte die Gemeinde etwa 300 Einwohner; seitdem ist ein anhaltendes Bevölkerungswachstum zu verzeichnen, das auch durch die Mechanisierung der Landwirtschaft nicht unterbrochen wurde.

## Wirtschaft
Früher lebten die Einwohner hauptsächlich als Selbstversorger von der Landwirtschaft, zu der auch der Anbau von Wein und die Haltung von Vieh gehörte. Im ausgehenden 18. und frühen 19. Jahrhundert entwickelte sich die Region Pla de Bages zu einem bedeutenden Weinbaugebiet, doch hatten die Gemeinden deshalb ganz besonders unter der Reblauskrise zu leiden. Die im Ort ansässige Textilindustrie sorgte bis in die Mitte des 20. Jahrhunderts für Arbeitsplätze. In den letzten Jahrzehnten siedelten sich kleinere Handwerks- und Industriebetriebe an.

## Geschichte
Aus iberischer, römischer, westgotischer und islamischer Zeit sind bislang keine Funde gemacht worden. Im 9. und 10. Jahrhundert wurde das Gebiet durch die Grafen von Barcelona aus den Händen des Islam zurückerobert (reconquista), wiederbesiedelt (repoblación) und mit Burgen (castells) gesichert.

## Sehenswürdigkeiten
Callús

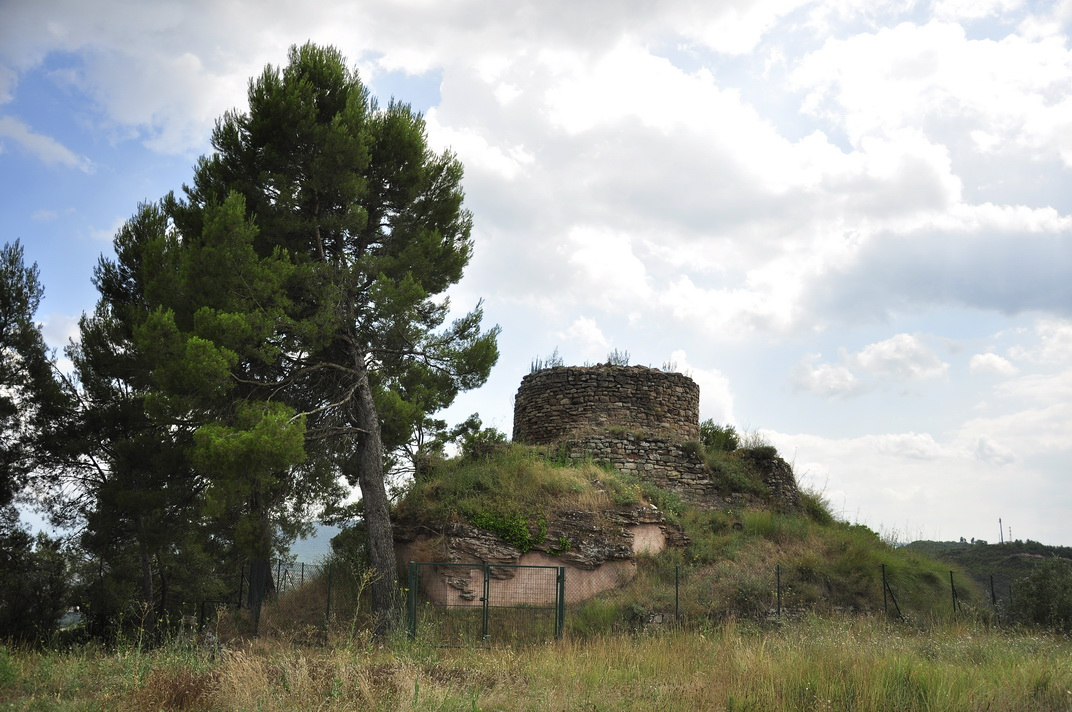
Castell de Gotmar

- Die Ruinen der bereits im 10. Jahrhundert urkundlich nachgewiesenen Burg (Castell de Gotmar) mit einem runden Bergfried (torre mestra oder torre de l'homenatge) stehen auf einer Anhöhe und überragen den im Tal gelegenen Ort.
- In der Nähe befindet sich die ehemalige Kirche Sant Sadurní.
- Die heutige Pfarrkirche wurde in den 1920er Jahren erbaut.

Els Manxons
- Im Ort steht eine Reihe von Kelterhäuschen (tines) aus dem 19. Jahrhundert.

Viladelleva
- Im Ort steht die romanische Ermita de Santa María mit einem überdachten Vorbau und einem Glockengiebel (espadanya).